# Casa de las Conchas (Salamanca)
La Casa de las Conchas de Salamanca es un antiguo palacio urbano de estilo gótico y elementos platerescos. Su construcción se inicia en 1493 y concluyó en 1517. En el interior destacan el patio con arcos mixtilíneos, la escalera y el artesonado.

## Estilo y cronología
El estilo gótico tardío se combina con los nuevos aires del plateresco renacentista. Comienza a construirse hacia 1493 y su edificación concluyó en 1517. Hacia 1701 la casa se repara y amplía, apareciendo la fachada que da hacia la Rúa. Fue después cárcel del estudio, es decir, cárcel de la Universidad. En 1929 se declara Monumento Nacional. En 1967 es cedida al Ayuntamiento de Salamanca, mediante un contrato de arrendamiento por un valor simbólico de una peseta de oro anual durante noventa y nueve años por Enrique de Queralt y Gil Delgado, conde de Santa Coloma En 1970 el Ministerio de Cultura se subroga al acuerdo y sigue con el arrendamiento. Desde 1993 y tras una larga restauración, alberga en su interior una Biblioteca Pública del Estado. En 1997 su propietario, el conde de Santa Coloma, Enrique de Queralt y Chávarri, entregó el inmueble a la Junta de Andalucía como pago de impuestos. En 2005 la Junta de Andalucía lo permutó por otro edificio con el Estado, su actual propietario.

## Datos históricos

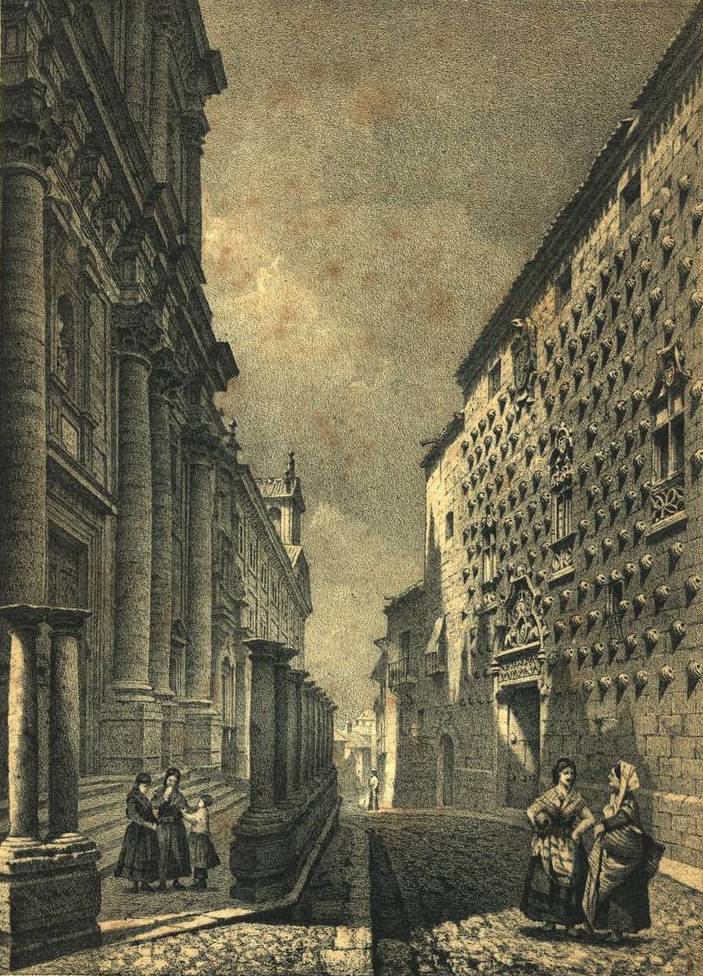
Casa de las Conchas por Francisco Javier Parcerisa (Recuerdos y bellezas de España)

La Casa de las Conchas es un palacio urbano representativo de la nueva nobleza cortesana del siglo XVI. El edificio se construye por encargo de Rodrigo Maldonado de Talavera, caballero de la Orden de Santiago, catedrático de Derecho en la Universidad, de la que fue rector, y miembro del Consejo Real de Castilla. Bajo su patronazgo, se construyó también la capilla de Talavera en el claustro de la Catedral Vieja.
Al poco de morir Rodrigo, ese mismo año terminó las obras su hijo, Rodrigo Arias Maldonado, que también en ese año casó con una sobrina del duque de Benavente, Juana de Pimentel, y fueron padres de Pedro Maldonado Pimentel, caudillo comunero. 

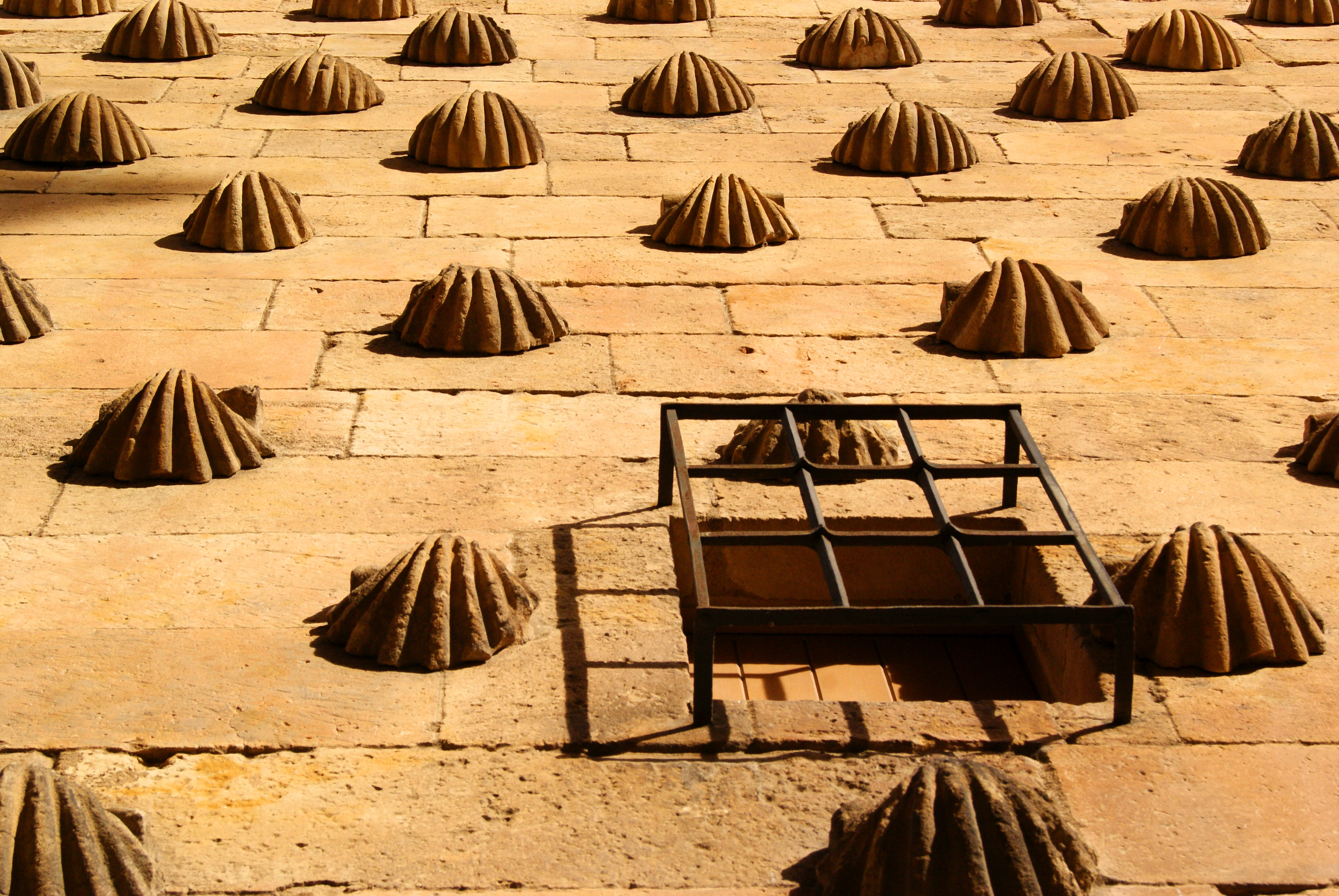
Detalle de las conchas de la fachada

Momento de grandes cambios políticos y sociales, con los Reyes Católicos se produce la consolidación definitiva de la monarquía finalizando con ello las luchas por el poder. Se desarrolla una nobleza cortesana que a cambio de su sumisión se incorpora al aparato del estado y recibe importantes privilegios sociales y económicos. Sus contactos con Italia hacen que reciban las influencias renacentistas que se traducen en un gusto por el arte y la estética.
El fin de las luchas nobiliarias y la derrota definitiva de los musulmanes abren un periodo de paz, las ciudades se convierten en un lugar seguro y la nobleza abandona sus castillos rurales y retorna de nuevo al ámbito urbano. Se produce un resurgir de la ciudad, la construcción de edificios civiles se multiplica destacando entre ellos el palacio urbano. El palacio urbano se convierte en símbolo del poder de la nobleza. En él se pueden observar reminiscencias del antiguo castillo medieval: altas torres, que se levantan orgullosas sobre el resto de los edificios de la ciudad, y una crestería que evocaría las almenas. Los muros exteriores e interiores se llenan de blasones y símbolos del señor del palacio, orgulloso de su condición se lo muestra al resto de los ciudadanos. 
Salamanca no se quedará al margen de este "renacer" que se refleja en un despertar intelectual y una expansión arquitectónica, una de cuyas muestras es la Casa de las Conchas.

## Elementos arquitectónicos

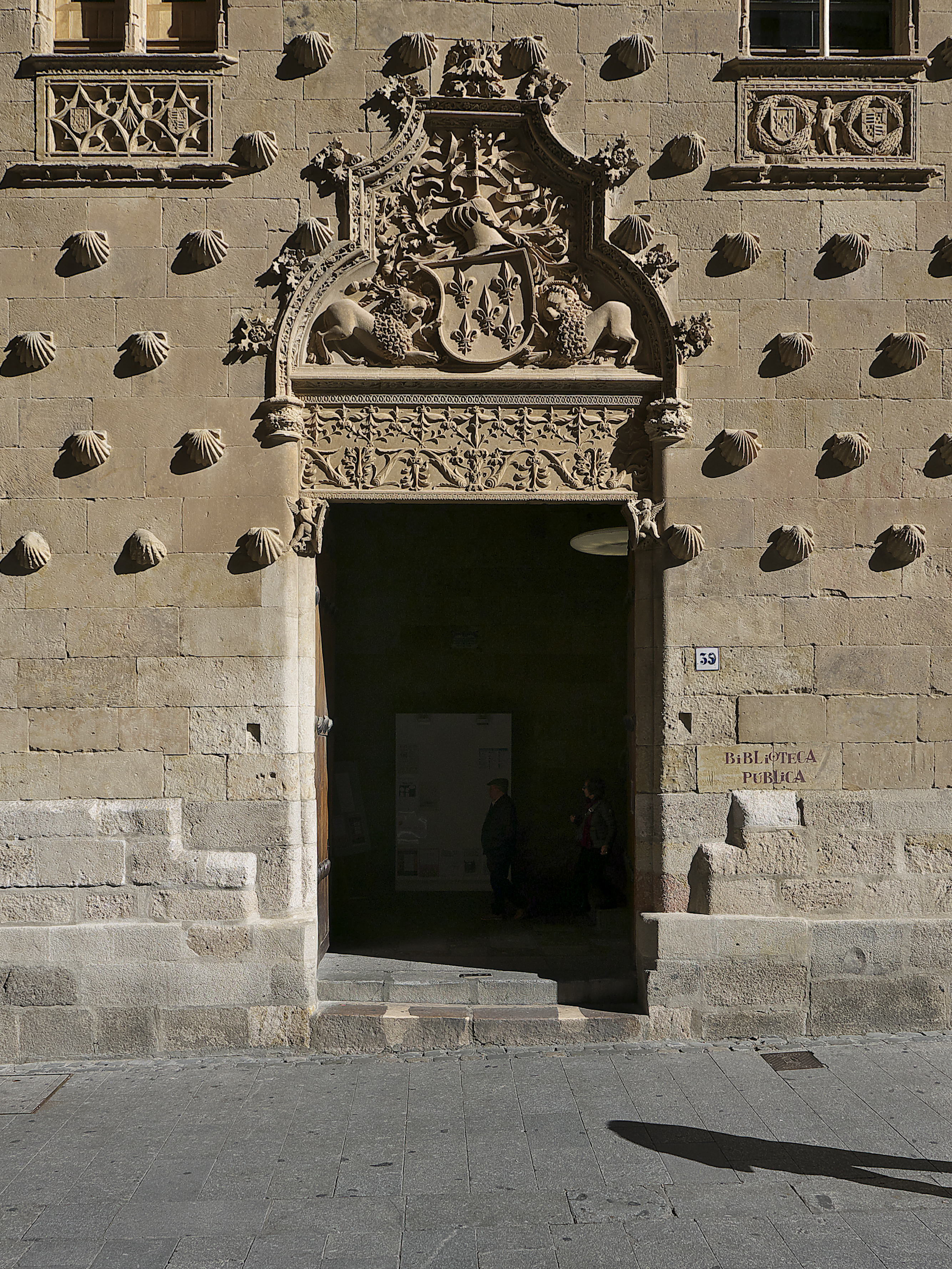
Blasón de los Maldonado enmarcado por molduras de líneas curvas y rectas.

Es un edificio original que aúna elementos góticos, renacentistas y mudéjares. Lo más destacable sin duda es su fachada decorada con más de 300 conchas y múltiples blasones y escudos. La valoración decorativa del muro es una de las características del Renacimiento, las fachadas de los palacios urbanos se cubren de elementos ornamentales como puntas de diamante o picos. La originalidad de la Casa de las Conchas no está solo en el motivo elegido, sino también en la disposición de estas, que se hace a tresbolillo siguiendo la tradición mudéjar de decoración en rombo. Hacia 1701 el edificio se amplia hacia la Rúa.

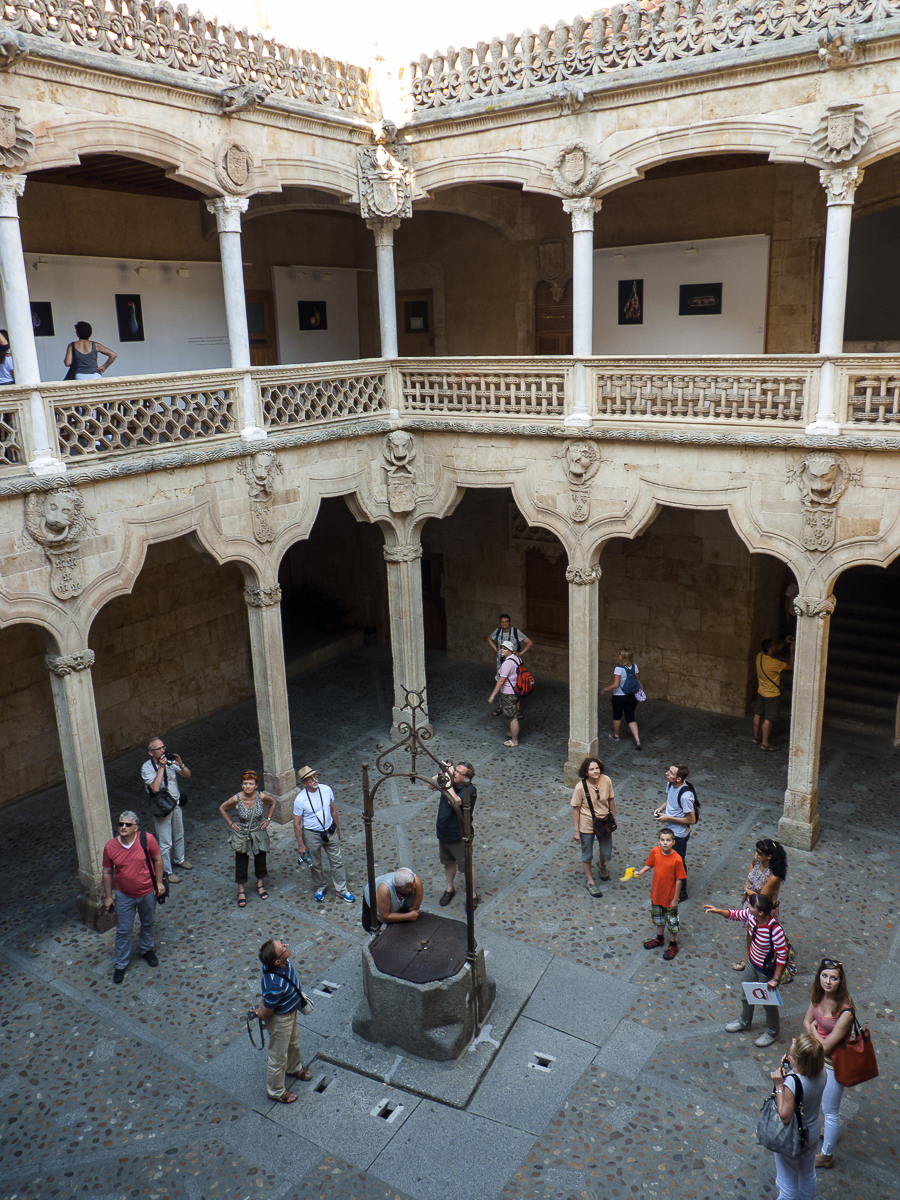
Patio interior

En la fachada principal destacan la puerta adintelada con dos órdenes decorativos. En la parte superior hay un blasón de los Maldonado enmarcado por molduras de líneas curvas y rectas, en la parte inferior del dintel se representan delfines, símbolo renacentista del amor, unidos a motivos vegetales. También son importantes las cuatro grandes ventanas de estilo gótico y de excepcional belleza y variación, pues son todas distintas entre sí; esta asimetría es algo característico del gótico. Por último hay que hacer referencia a la torre señorial, que se erguía majestuosa sobre el resto de la ciudad afianzando de este modo el mensaje de poder que el noble quería mandar al resto de la ciudad. Precisamente por ello, la torre fue desmochada (como otras de la ciudad), perdiendo dos tercios de su altura, por orden de Carlos I y como castigo a los Maldonado entre cuyos componentes se encontraban los capitanes comuneros Francisco ejecutado tras la batalla de Villalar y Pedro Maldonado, ejecutado en 1522. 
En el interior existe un patio con fusión de elementos medievales, mudéjares y renacentistas. Tiene unas dimensiones aproximadas de 18,80 x 16,80 m.  En la planta baja destacan los arcos mixtilíneos tan propios de Salamanca. En la parte superior los arcos, en parte mixtilíneos, se apoyan sobre columnas de mármol blanco de Carrara que culminan en capiteles laureados. Los antepechos de los balcones aparecen decorados con motivos de panales y cestería de clara influencia mudéjar. Finalmente, el tejado está rematado por una crestería formada por flores de lis acompañadas de gárgolas. Tanto en la planta superior como inferior se repiten los blasones de ambas familias. En el centro un pozo que, en su tiempo, garantizaba el suministro de agua potable.
Por último hay que hacer mención a la escalera de tres tramos que posibilita el ascenso a la planta superior. La escalera no se encuentra frente al zaguán, sino que sigue la tradición mediterránea (romana y musulmana) de preservar la intimidad del hogar a los curiosos. El primer tramo se abre con la figura de un perro que soporta el escudo de los Pimentel, el perro guarda y preserva la intimidad del hogar. El segundo tramo se abre con un león que sostiene el escudo de los Maldonado, el tercero se abre con la unión de los blasones de los Pimentel y los Maldonado.

## Otros elementos artísticos
Los elementos más destacados son las rejas de las ventanas y el artesonado del patio. Las rejas, que han sido calificadas con una de las mejores muestras de la forja gótica española, fueron trabajadas en frío por maestros salmantinos. Su función no solo es ornamental sino también tratan de proteger la intimidad y la seguridad de los habitantes de la casa. 
El artesonado de la segunda planta del patio está formada por motivos hexagonales que rodean un cuadrado. Todos estos motivos aparecen ricamente policromados en colores blancos, azules y dorados. El interior de los hexágonos aparece decorado con motivos vegetales mientras el interior de los cuadrados aparece decorado con cuadrifolios.

## Curiosidades y leyendas

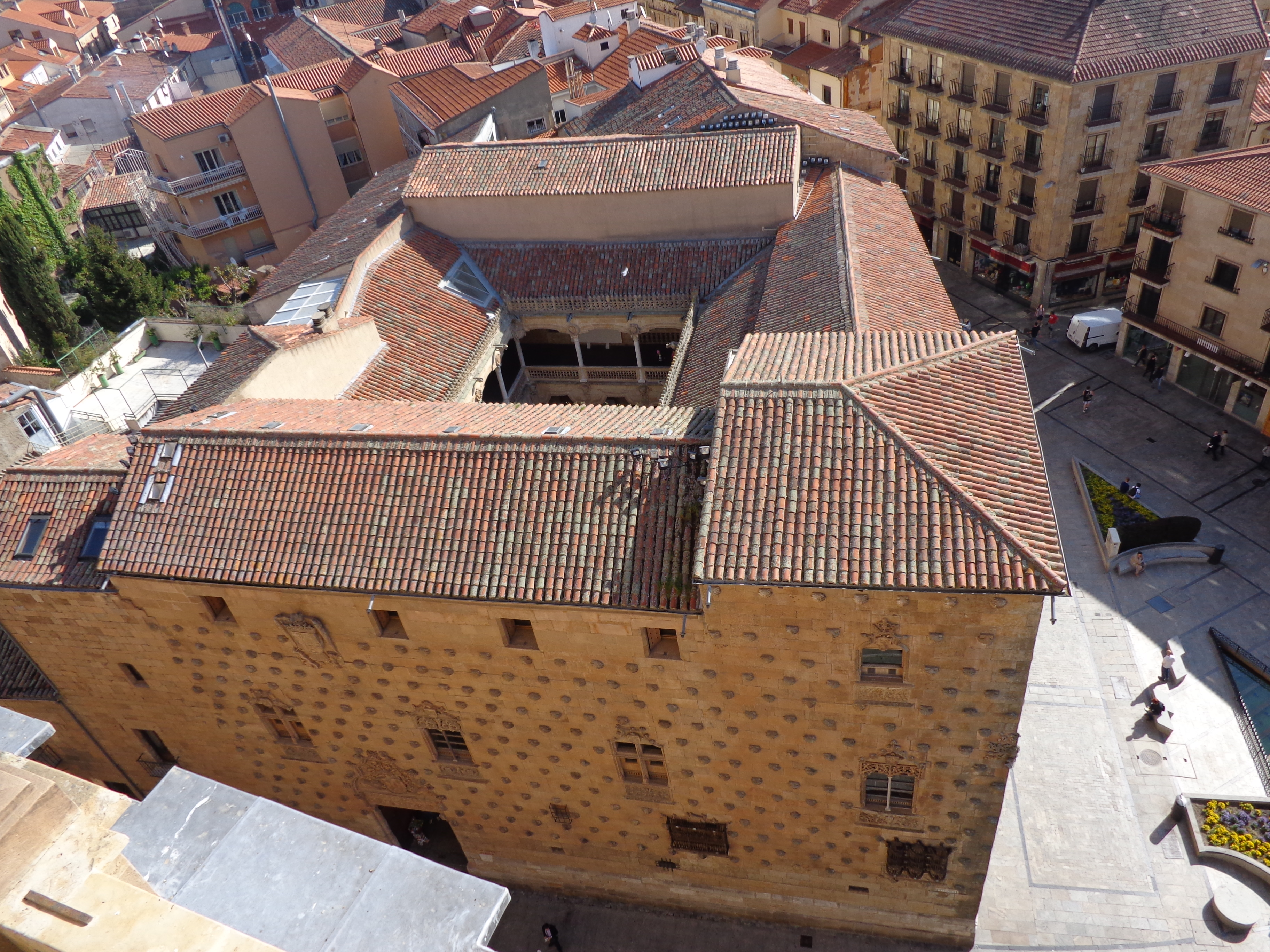
La Casa de las Conchas vista desde La Clerecía.

Tal vez uno de los puntos que generan más controversia es el porqué de la elección de las conchas como elemento ornamental. Algunos autores lo ven como una muestra de orgullo de los Maldonado por pertenecer a la orden de Santiago, aunque, como aparece la cruz de Santiago en otros lugares de la fachada, quizás serían demasiado reiterativos tantos elementos haciendo referencia a la Orden. Otros autores señalan que la repetición de las conchas, símbolo nobiliario de los Pimentel, fue una muestra del amor que sentía Don Rodrigo Arias, hijo de Rodrigo Maldonado, por su esposa Doña Juana, cuyo escudo de armas lo forman barras y conchas, como se puede ver debajo de una de las ventanas. Sí que es probable que fueran un añadido posterior, hecho durante la reforma decorativa que llevó a cabo Rodrigo Arias en el siglo XVI; las conchas no se encuentran talladas en los sillares, sino que se adosan al muro mediante ganchos de hierro, cosa que es constructivamente mucho más razonable que tallarlas en los sillares, pero que también podría abonar esta teoría. 
Posteriormente, los sótanos de la casa se convirtieron en un lugar donde los estudiantes de la Universidad pagaban las penas impuestas por el Maestre-Escuela.

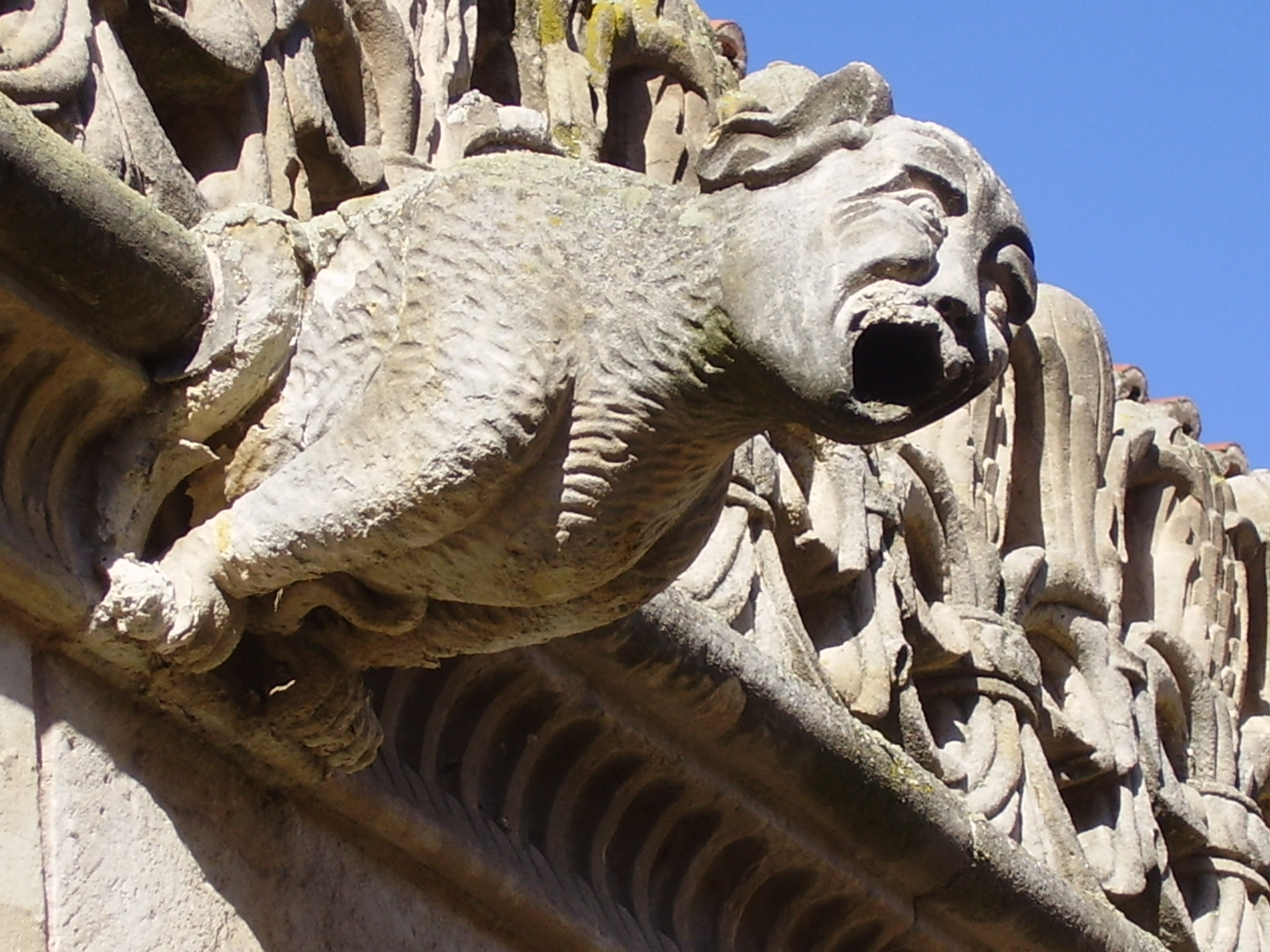
Gárgola en el patio

Sobre el dintel de la puerta aparece el escudo de los Maldonado coronado por un cetro. Según la leyenda, las lises fueron conseguidas por Aldana, un antepasado de los Maldonado, tras vencer en duelo al duque de Normandía. El rey de Francia, para evitar la muerte de su hijo, le ofreció a cambio de su vida poder llevar en su escudo la flor de lis propia de la familia de los Capetos, y le dijo en francés «cette fleur de plat est maldonnée», algo así como que "Esta flor es mal donada...." Y el tal Aldana, que no conocía nada de francés, entendió que le otorgaba el nombre de "Maldonado" y a partir de ese momento cambió su apellido por el de Maldonado.
También hay una leyenda en la que se cuenta que bajo una de las conchas de su fachada se encuentra una onza de oro, lo que no tendría nada de raro, puesto que era costumbre en la construcción poner alguna moneda de oro en los cimientos, para atraer la buena suerte sobre el edificio; pudo ponerse bajo una concha.
Otra leyenda, mucho más extendida entre la población de la ciudad, es que la familia propietaria del edificio escondió sus joyas bajo una de estas conchas que adornan la fachada dejando documentada la cantidad escondida, pero no la concha donde se ubicó, y quien quiera aventurarse a buscar ese tesoro debe aportar con anterioridad la cantidad estipulada como fianza.  Si encuentra el tesoro, se lleva este y recupera su aportación; de lo contrario, perderá el dinero dejado en prenda.